# Горностаев, Георгий Николаевич
Георгий (Герман) Николаевич Горностаев (24 апреля 1936 — 17 ноября 1999) — советский зоолог-энтомолог и популяризатор науки, доцент кафедры энтомологии Московского государственного университета им. М. В. Ломоносова, кандидат биологических наук.

## Биография
Родился 24 апреля 1936 года в Москве. Отец — Горностаев Николай Николаевич (1907—1940; работал в научно-исследовательском кино-фото институте), мать — Горностаева Маргарита Ивановна (1913—1944). Родители рано умерли (в 4 года не стало отца, а 8-летним он лишился матери) и воспитанием занимались бабушка и дедушка. Дедушка — Горностаев Николай Пахомович (1881—1954; выпускник Московской духовной академии, заведовал кафедрой русского языка и литературы Высшей школы профдвижения при ВЦСПС), бабушка — Горнстаева (урождённая Доннер) Анна Александровна (1884—1972; медик). Учился в знаменитой московской школе № 110. В 1958 году Георгий Николаевич Гоностаев окончил биолого-почвенный факультет Московского университета им. М. В. Ломоносова. Затем с 1958 по 1960 год начал работать в Палеонтологическом институте АН СССР. С 1960 по 1961 год работал в Зоолого-энтомологической лаборатории биолого-почвенного факультета МГУ. Начиная с 1961 по 1964 года Г. Н. Горностаев учился в аспирантуре при кафедре энтомологии МГУ. Затем в 1964 — 1968 годах он работал в Центральном научно-исследовательском дезинфекционном институте Минздрава СССР.
Начиная с 1968 года и до своей смерти он работал на кафедре энтомологии МГУ, занимая различные должности: младший научный сотрудник (1968—1971), ассистент кафедры (1971—1984), доцент кафедры (1984—1999). На кафедре он вёл занятия большого практикума (разделы: Перепончатокрылые, Двукрылые, Чешуекрылые), преподавал курс «Лесной энтомологии», курировал работу факультета повышения квалификации работников. С 1979 по 1999 год он вёл летнюю полевую практику в Пущине-на-Оке у студентов кафедры энтомологии МГУ.
В 1980 году защитил кандидатскую диссертацию о лёте насекомых на искусственные источники света.
Георгий Николаевич умер 17 ноября 1999 года прямо за своим рабочим столом, работая над многотомным руководством по фауне насекомых России. Был похоронен в деревне Варваровка Рязанской области, где он ежегодно работал и отдыхал в последние годы своей жизни.

## Научная деятельность
Г. Н. Горностаев является автором многих книг по энтомологии, которые получили широкую известность, как среди профессионалов, так и среди любителей насекомых. Прежде всего, это два справочника о насекомых России — «Насекомые СССР» (из серии «Справочники-определители географа и путешественника») и «Насекомые» (из серии «Энциклопедия природы России»). Эти справочники содержат в себе информацию о самых обычных, широко распространённых, важных для экономики и охраняемых видах насекомых.
На полевых практиках по энтомологии в МГУ и в ряде прочих учебных заведений широко используется составленный Горностаевым «Определитель отрядов и семейств насекомых».
В последние годы своей жизни работал над проблемами исчезающих видов насекомых, был членом комиссии Международного союза охраны природы по исчезающим и редким видам, членом группы экспертов по «Красной книге России», написал целый ряд статей для нескольких изданий «Красной книги». За книгу «Насекомые СССР» награждён Бронзовой медалью ВДНХ; среди других его наград — медаль «В память 850-летия Москвы» (1997).

### Важнейшие публикации
Всего у Г. Н. Горностаева насчитывается более 100 публикаций. Важнейшие из них:
- Горностаев Г. Н. Насекомые СССР. (Справочники-определители географа и путешественника). М.: Мысль, 1970. 372 с.
- Горностаев Г. Н., Левушкин С. И. Определитель пресноводных насекомых средней полосы европейской части СССР. М.: Изд-во МГУ, 1973. 186 с.
- Горностаев Г. Н., Забинкова Н. Н., Каден Н. Н. Латинские названия животных и растений. М.: Изд-во МГУ, 1974. 147 с.
- Горностаев Г. Н. Введение в этологию насекомых-фотоксенов (лет насекомых на искусственные источники света) // Этология насекомых. Л.: Наука, 1984. С. 101—167. (Труды Всесоюзного энтомологического общества. Т. 66).
- Горностаев Г. Н. Определитель отрядов и семейств насекомых средней полосы европейской части СССР. М.: Изд-во МГУ, 1986. 118 с.
- Горностаев Г. Н. Проблемы охраны исчезающих насекомых // Итоги науки и техники. Сер. Энтомология. Т. 6. М.: ВИНИТИ, 1986. С. 116—204.
- Горностаев Г. Н. Насекомые. Энциклопедия природы России. М.: ABF, 1998. 560 c.
- Горностаев Г. Н. Определитель отрядов и семейств насекомых фауны России. М.: Логос, 1999. 176 с.

## Виды, названные в честь Горностаева
- Epeorus (Belovius) gornostajevi Tshernova, 1981 (Ephemeroptera)[3]
- Gymnophora gornostaevi Mostovski a. Mikhailovskaja, 2003 (Diptera)[4]
- Agdistis gornostaevi Kovtunovich a. Ustjuzhanin, 2010 (Lepidoptera)[5]